# Erlöserkirche (Heide)
Koordinaten: 54° 11′ 43,8″ N, 9° 6′ 43,5″ O
Die Erlöserkirche ist eine evangelisch-lutherische Kirche in der Berliner Straße 7 in Heide, der Kreisstadt von Dithmarschen.
Die Kirche wurde 1963 von den Architekten Karl Doormann und Heinrich Niemeyer errichtet. Ende der 1980er-Jahre wurde sie umgestaltet beziehungsweise die ursprüngliche Ausstattung wurde abgewandelt. Das ehemalige Altarbild des in Lübeck arbeitenden Bildhauers Rolf Goerler (1927–2006) wurde 1988 an der linken Seitenwand angebracht, eine Darstellung von Jesus, der sich zweien seiner Jüngern zu erkennen gibt, die er nach seiner Auferstehung nach Emmaus begleitet hatte. Das Bild besteht aus braun patinierter Bronze. Das neue Altarbild ist ein Werk von Jörg Plickat. Es ist aus Kalkstein gearbeitet und zeigt Szenen aus der Leidensgeschichte Jesu nach dem Matthäus-Evangelium, in der Mitte Jesus im Garten Gethsemane am Ölberg. Das Fensterband stammt von der in Kiel tätigen Malerin Dagmar Schulze-Roß (1926–2012).
Seit Beginn der Baustelle in der Heider Hauptkirche St. Jürgen im Jahr 2020 werden fast alle Gottesdienste der Kirchengemeinde in der Erlöserkirche gehalten. Seit Mitte 2024 finden sie jedoch hauptsächlich wieder in der renovierten Jürgenkirche statt. Die Gemeinderäume im Umfeld der Kirche dienten während der Sanierung des Alten Pastorats zeitweise als Pfarramt.
Die Kirchengemeinde gehört zum Kirchenkreis Dithmarschen innerhalb der Evangelisch-Lutherischen Kirche in Norddeutschland.